# Styloceras kunthianum
Styloceras kunthianum är en buxbomsväxtart som beskrevs av Adrien Henri Laurent de Jussieu. Styloceras kunthianum ingår i släktet Styloceras och familjen buxbomsväxter. Inga underarter finns listade i Catalogue of Life.